# Anne Franks hus
Anne Franks hus i Prinsengracht 263 i Amsterdam er et museum for den jødiske dagbogsskriver Anne Frank, der gemte sig for nazistisk forfølgelse sammen med sin familie og fire andre i bygningens baghus (på hollandsk achterhuis). Museet indeholder skjulestedet, som det stod under den tyske besættelse; en udstilling om Anne Franks liv og samtid; og et udstillingslokale om alle former for forfølgelse og diskrimination.
Museet åbnede den 3. maj 1960 efter en offentlig indsamling og tre år efter, at en fond var stiftet med det formål at beskytte ejendommen mod spekulanter, der ønskede at rive boligblokken ned.
Museet besøges årligt af 982.000 besøgende (2006), og det er blandet landets bedst besøgte museer.